# Mas Rocaus
Mas Rocaus fou un mas que apareix documentat en el segle xv al municipi de Sallent (Bages) catalogat l'Inventari del Patrimoni Arquitectònic de Catalunya. L'edifici constava de tres cossos ben diferenciats. El central dedicat a habitatge, compost de planta baixa i un pis sense golfes. Els dos laterals eren destinats a celler i magatzem. Va ser enderrocat a principis dels 2000 a causa de l'ampliació de la carretera C-16.